# Glasgow Challenger 2025
Il Glasgow Challenger 2025 è stato un torneo maschile di tennis professionistico. È stata la 2ª edizione del torneo, facente parte della categoria Challenger 75 nell'ambito dell'ATP Challenger Tour 2025, con un montepremi di 91 000 €. Si è giocato dal 17 al 23 febbraio 2025 sui campi in cemento indoor dello Scotstoun Leisure Centre di Glasgow, nel Regno Unito.

## Partecipanti

### Teste di serie
| Nazionalità | Giocatore          | Ranking* | Testa di serie |
| ----------- | ------------------ | -------- | -------------- |
| Francia     | Constant Lestienne | 161      | 1              |
| Hong Kong   | Coleman Wong       | 167      | 2              |
| Regno Unito | Daniel Evans       | 174      | 3              |
| Canada      | Liam Draxl         | 187      | 4              |
| Francia     | Clément Chidekh    | 189      | 5              |
| Francia     | Hugo Grenier       | 202      | 6              |
| Belgio      | Gauthier Onclin    | 216      | 7              |
| Polonia     | Maks Kaśnikowski   | 217      | 8              |

* Ranking al 10 febbraio 2025.

### Altri partecipanti
I seguenti giocatori hanno ricevuto una wild card per il tabellone principale:
- Daniel Evans
- Johannus Monday
- Henry Searle

I seguenti giocatori sono entrati in tabellone come alternate:
- Viktor Durasovic
- Philip Henning

I seguenti giocatori sono passati dalle qualificazioni:
- Christoph Negritu
- Harry Wendelken
- Raul Brancaccio
- Micah Braswell
- Stuart Parker
- James Story

Il seguente giocatore è entrato in tabellone come lucky loser:
- Giles Hussey

## Punti e montepremi
| Torneo    | Torneo              | V     | F     | SF    | QF    | 2T    | 1T  | Q | Q2  | Q1  |
| Singolare | Punti               | 75    | 44    | 22    | 12    | 6     | 0   | 4 | 2   | 0   |
| Singolare | Premi in denaro (€) | 9,880 | 5,820 | 3,450 | 2,000 | 1,165 | 720 | – | 360 | 185 |
| Doppio    | Punti               | 75    | 44    | 22    | 12    | –     | 0   | – | –   | –   |
| Doppio    | Premi in denaro (€) | 4,250 | 2,450 | 1,480 | 880   | –     | 500 | – | –   | –   |

## Campioni

### Singolare
Nicolai Budkov Kjær ha sconfitto in finale  Viktor Durasovic con il punteggio di 6–4, 6–3.

### Doppio
Daniel Cukierman /  Joshua Paris hanno sconfitto in finale  Vasil Kirkov /  Marcus Willis con il punteggio di 5–7, 6–4, [12–10].